# كولومبيا (نيوهامشير)
كولومبيا (بالإنجليزية: Columbia, New Hampshire)‏ هي بلدة أمريكية تقع في الولايات المتحدة في مقاطعة كوس (نيوهامشير). يقدر عدد سكانها بـ 757 نسمة ومساحتها 157.0 كم2 وترتفع عن سطح البحر 312 متر.